# ويليم فان ليوين
ويليم فان ليوين (بالهولندية: Willem Marius Docters van Leeuwen)‏ (و. 1880 – 1960 م) هو عالم نبات، وعالم حشرات، وأستاذ جامعي هولندي، ولد في جاكرتا، كان عضوًا في الأكاديمية الملكية الهولندية للفنون والعلوم، توفي عن عمر يناهز 80 عاماً.